# Давыдов, Владимир Михайлович (экономист)
Владими́р Миха́йлович Давы́дов (род. 7 декабря 1943 года, Москва) — российский экономист и латиноамериканист. Член-корреспондент РАН (2011). Директор Института Латинской Америки РАН (1995—2017), профессор ВШЭ. Профессор, заведующий кафедрой ибероамериканских исследований экономического факультета РУДН.

## Биография
Окончил экономический факультет МГУ (1967). В 1973 году защитил кандидатскую диссертацию «Научно-технический прогресс и проблема кадров высшей квалификации в Латинской Америке». В 1991 году защитил докторскую диссертацию на тему «Латиноамериканская периферия мирового капитализма (особенности социально-экономического развития)».
С 1995 по 2016 возглавлял Институт Латинской Америки РАН в качестве его директора, а ныне научный руководитель указанного института.
Профессор кафедры мировой экономики факультета мировой экономики и мировой политики Национального исследовательского университета «Высшая школа экономики», заведующий кафедрой Ибероамериканских исследований экономического факультета Российского университета дружбы народов, руководитель образовательной программы «Ибероамерика», член-корреспондент РАН.
Владеет испанским, английским, русским языками/
Учебные курсы: Экономика и политика Латинской Америки, История и культура Латинской Америки, Внешняя и внутренняя политика Латинской Америки, Перспектива участия стран-гигантов, не входивших в традиционный круг центров мировой экономики и политики, в изменении глобальной расстановки сил рассматривается сквозь «латиноамериканскую призму». Авторы оценивают шансы двух латиноамериканских гигантов — Бразилии и Мексики, проводя различия между сложившимися в этих странах социально-экономическими моделями, выявляя особенности их продвижения по инновационному пути и учитывая равную геополитическую ориентацию. Рассмотрение этой проблематики осуществлено в широком мировом контексте в русле движения международного сообщества к формированию многополярного миропорядка.
В сферу научных интересов входят социальные и экономические проблемы стран Латинской Америки, Испании и Португалии; общие вопросы развития мировой экономики и мировой политики, механизмы глобального регулирования в общемировом и региональном контексте.

## Общественная и политическая деятельность
- Член Научно-консультационного совета при Председателе Совета Федерации Российской Федерации.
- Президент российской Ассоциации исследователей ибероамериканского мира;
- Член совета Всемирной федерации исследований по Латинской Америке и Карибскому бассейну.
- Председатель редакционного совета журнала исп. «Iberoamérica»; член Редакционного совета — международный журнал VIGIL; член редакционного совета журнала «Латинская Америка».
- Член правления Вольного экономического общества.
- Заместитель председателя президиума Научного совета Национального комитета исследований БРИКС.

## Учёные звания
- Академик Российской академии естественных наук (1998);
- профессор (1999 г.)
- академик-корреспондент Международной академии португальской культуры (2001 г.)
- академик Международной академии менеджмента (2010 г.)
- член-корреспондент Российской академии наук (2011)
- почётный доктор Афинского университета им. Каподистрии (2014).

## Список публикаций
1. Davydov V.M. LATIN AMERICA: ROUTES OF DEVELOPMENT AND TIES WITH RUSSIA PERCEPTION FROM MOSCOW// Институт Латинской Америки РАН. Москва, 2016.
Краткая аннотация: Страны Латинской Америки и Карибского бассейна (ЛАК) воспринимаются как единство в многообразии. Для того, чтобы разобраться в многообразии применяется цивилизационный подход, на основании которого автор проводит анализ как современной проблематики, так и проблематики прошлого стран указанного региона. Другой объект особого внимания представляют российско-латиноамериканских отношения в различных областях, как в качестве оценки накопленного наследия, так и в качестве характеристики достижений латиноамериканских исследований в России.
2. Давыдов В. М. Детерминация развития Латино-Карибской Америки сопряжение глобальной и региональной проблематики// Институт Латинской Америки РАН. Москва, 2016.
Краткая аннотация: В детерминации развития стран и регионов действуют факторы разного порядка. В данной работе предпринята попытка оценить сочетание и сочленение глобальной и региональной проблематики в опыте развития Латино-Карибской Америки. В поле зрения находятся общая динамика мировой экономики, её воздействие на экономическое положение латиноамериканских стран, значение экологического императива в том и другом случае, структурная трансформация, побуждаемая сменой технологической основы, и неравномерность развития и распределения благ развития в общемировом и региональном разрезе.
3. Yakovlev P.P., Puig A., Seguí A., Davydov V.M., Barac M., Soldevila M.V., Velardíez M.T., Barrios V.E., Sánchez A., Fernando De.L., Martín J.M., Rodil O., Rivera B., Peñate M.C., Sánchez M.D.C., Dolores Sánchez M., Ramón J., Moseikin Yu.N., Regueiro R.M., Cabo A. et al. ESPAÑA Y RUSIA FRENTE A LOS NUEVOS DESAFÍOS GLOBALES// Институт Латинской Америки РАН. Москва, 2016.
Краткая аннотация: Коллективная монография содержит материалы, основанные на результатах XII российско-испанского симпозиума на тему «Экономическая политика и экономика Испании и России перед новыми глобальными вызовами», организованного Университетом Коруньи и Центром иберийских исследований Института Латинской Америки РАН (Корунья, 4-5 июля 2016 г.).
4. Давыдов В. М. Повестка развития Латиноамериканских стран на сегодня и завтра// Латинская Америка. 2016. № 6. С. 6-18.
Краткая аннотация: В статье, подготовленной на базе доклада, с которым автор выступил на международной конференции «Новые реалии современного экономического, политического и культурного развития Иберо-Америки и их учёт в международной деятельности РФ», рассматриваются ключевые проблемы современного развития стран региона. Среди них: адаптация к неблагоприятной конъюнктуре посткризисной заторможенной динамике мировой экономики, перспективы включения латиноамериканских и карибских стран в систему международных отношений с учётом формирования мегаблоков, продвигаемых США, трудности внутрирегиональных интеграционных процессов и изменение их механизмов, смена политического вектора в ряде стран региона и последствия нового расклада сил, угрозы криминализации, особенно в её трансграничной версии. Соответственно встаёт вопрос о потенциях государства и усиливается императив его модернизации.
5. Аничкина Т. Б., Абрамова И. О., Арбатов А. Г., Афонцев С. А., Дворкин В. З., Бабич С. Н., Бажан А. И., Борко Ю. А., Борох О. Н., Васильев А. М., Войтоловский Ф. Г., Гарбузов В. Н., Давыдов В. М., Дьяков А. С., Журкин В. В., Загашвили В. С., Загорский А. В., Калядин А. Н., Калинина Н. И., Каргалова М. В. и др. Глобальное управление: возможности и риски// Журкин В. В., Загашвили В. С., Загорский А. В., Калядин А. Н., Калинина Н. И., Каргалова М. В. и др. Отделение глобальных проблем и международных отношений Российской академии наук , Институт мировой экономики и международных отношений Российской академии наук. Москва, 2015.
Краткая аннотация: Работа посвящена анализу современных проблем глобального управления. Исследование новых задач, форм, методов и идеологии глобального управления выполнено силами ведущих исследователей всех институтов Отделения глобальных проблем и международных отношений (ОГПМО) РАН. Новизна проекта заключается как в анализе ряда новых механизмов глобального управления в наиболее важных областях мирового развития, так и в сопоставлении его идеологических основ в различных странах и регионах мира. Рассмотрены концепции глобального управления, разрабатываемые в западных странах, Китае, странах Африки и Латинской Америки. Отдельная глава посвящена современным проблемам участия России в функционировании существующих и формировании новых механизмов глобального управления.
6. Давыдов В. М., Сударев В. П., Визгунова Ю. И., Кудеярова Н. Ю., Разумовский Д. В., Сизоненко А. И., Холодков Н. Н., Морозов В. И. Российско-Мексиканские отношения: традиционные основы и императивы обновления// Доклад № 19 / Москва, 2015. ISBN 978-5-91891-437-3
Краткая аннотация: Мексика — достаточно влиятельный актор современной мировой политики. Участие России и Мексики в глобальной политике имеет немало точек соприкосновения, однако модель российско-мексиканских отношений до сих пор не устоялась, не определилась и не стала оптимальной. Модели российско-мексиканских отношений свойственна асимметрия: политическая, дипломатическая и культурная составляющие превосходят по объёму и масштабам торгово-экономические отношения. В докладе рассматриваются основные тенденции развития двусторонних отношений, сформулированы рекомендации по их углублению.
7. Давыдов В. М., Яковлев П. П., Хенкин С. М., Прохоренко И. Л., Ивановский З. В., Кожановский А. Н., Сидоренко Т. В., Авилова А. В., Длоугая Е. А., Ермольева Э. Г., Шестакова Е. Е., Понеделко Г. Н., Кудеярова Н. Ю., Астахова Е. В., Аникеева Н. Е., Черкасова Е. Г., Тайар В. М., Яковлева Н. М., Жижанова Ю. Н. Испания на выходе из кризиса// Монография. Издательство: Институт Латинской Америки РАН (Москва). ISBN 978-5-9906233-0-9
Краткая аннотация: В книге, основанной на материалах ситуационного анализа, исследуются многообразные проблемы, с которыми сталкивается Испания на этапе преодоления кризисных эффектов и перехода на траекторию устойчивого поступательного развития.
8. Давыдов В. М. Латинская Америка 70 лет назад и семь десятилетий спустя// Латинская Америка. 2015. № 11. С. 5-11.
Краткая аннотация: Народы Латинской Америки в рамках обыденного сознания явно недооценивают воздействие Второй мировой войны на их регион, и это сказывается на историографических трактовках. Воздействие действительно было преимущественно внешним и косвенным, но имелось и немало случаев непосредственного вовлечения в военные действия. Нагнетание напряжённости в преддверии войны служит нам уроком и так или иначе перекликается с рисками конфронтации «коллективного Запада» с нынешней Россией. Но сегодняшняя Латинская Америка, за прошедшие десятилетия существенно нарастившая свой потенциал, расширяющая доступ к механизмам глобального регулирования, способна оказать позитивное влияние на международную ситуацию.
9. Давыдов В. М. БРИКС. Достижения и задачи нового этапа // Финансы: теория и практика. 2015. № 5. С. 13-18.
Краткая аннотация: Статья посвящена анализу деятельности группы пяти стран — Бразилии, России, Китая, Индии и Южно- Африканской Республики (БРИКС). БРИКС объединяет очень влиятельные государства, можно даже сказать — пять цивилизаций, одни из основных в этом мире, а это более 43 % населения, более 20 % мирового валового внутреннего продукта. Чем занимается БРИКС? Какие можно отметить достижения или промахи? Не секрет, что сейчас у БРИКС непростые времена. Обоснованный расчёт на БРИКС как на новое звено глобального регулирования требует институционализации (в той или иной форме), хотя бы с той целью, чтобы взаимодействовать с другими международными структурами высокого уровня, включёнными в сферу глобального регулирования.
10. Бобровников А. В., Давыдов В. М., Мартынов Б. Ф., Симонова Л. Н., Холодков Н. Н., Паниев Ю. Н., Воротникова Т. А., Лавут А. А., Лосев А. И., Щербакова А. Д., Николаева Л. Б. БРИКС — Латинская Америка: позиционирование и взаимодействие// коллективная монография / Москва, 2014. ISBN 978-5-201-05-497-7
Краткая аннотация: Коллективная монография посвящена отношениям группировки БРИКС со странами Латинской Америки (ЛКА). Рассмотрены связи каждой из членов «пятёрки» с государствами региона, а также общие вопросы многосторонних политических, торгово-финансовых и экономических отношений. Исследованы проблемы экологии и рационального использования природных ресурсов. Много места на страницах книги отводится члену БРИКС — Бразилии, которая одновременно выступает и в роли неформального лидера всего латиноамериканского сообщества. Авторы подчеркивают естественный характер появления БРИКС — объединения нового поколения. Они доказывают совпадение интересов не только в рамках самих БРИКС, но и в их отношениях с партнёрами из ЛКА. А это создаёт благоприятные условия для преодоления противоречий, неизбежно возникающих в условиях формирования многополярного мира. Странам ЛКА сотрудничество с БРИКС даёт ещё один шанс отойти от прежней траектории асимметричных отношений с США и другими странами «коллективного Запада».
11. Давыдов В. М., Мартынов Б. Ф., Ивановский З. В., Чумакова М. Л., Пятаков А. Н., Потапов Н. А. Организованная преступность ― вызов безопасности Латинской Америки// Аналитические тетради РАН / Ответственный редактор Мартынов Б. Ф.. Москва, 2014.
Краткая аннотация: Коллективное исследование, подготовленное Институтом Латинской Америки РАН, посвящено организованной преступности в латиноамериканском регионе, представляющей непосредственную угрозу безопасности государства и гражданского общества. Авторы рассматривают некоторые теоретические проблемы криминализации, исследуют её результаты и имеющиеся риски. Особое внимание уделяется конвергентной преступности, прежде всего наркотрафику, терроризму и коррупции. В работе нашли отражение достижения и проблемы борьбы с криминализацией в регионе в целом и в отдельных странах, прежде всего в Мексике, Венесуэле и Колумбии. Исследование рассчитано на социологов, политологов, юристов, журналистов и специалистов-практиков.
12. Давыдов В. М. Россия и Латинская Америка: всерьез и надолго// Экономические стратегии. 2014. Т. 16. № 8 (124). С. 6-11.
Краткая аннотация: Реальные итоги визита Президента Российской Федерации В. В. Путина в страны Латинской Америки летом 2014 г. и подписанные документы дают основания полагать, что поездка имела довольно прагматичный характер: использовать возможности для расширения российского экономического сотрудничества с близкими и дружественными нам развивающимися государствами. Сотрудничества, ставшего ещё более значимым в контексте введения Западом санкций против России. В интервью Александру Агееву и Александру Сидорову директор Института Латинской Америки РАН Владимир Михайлович Давыдов рассказал об экономическом и геополитическом эффекте нового вектора сотрудничества со странами Латинской Америки.
13. Давыдов В. М. Внеэкономические факторы// Научные труды Вольного экономического общества России. 2014. Т. 181. С. 96-97. Издательство: Общественная организация «Вольное экономическое общество России» (Москва) ISSN: 2072—2060
14. Бобровников А. В., Боровков А. Н., Визгунова Ю. И., Воротникова Т. А., Лавут А. А., Лунин В. Н., Паниев Ю. Н., Проценко А. Е., Сизоненко А. И., Сударев В. П., Теперман В. А., Хейфец Л. С., Хейфец В. Л., Холодков Н. Н., Чернышёв А. Л., Чумакова М. Л., Шевакина О. А. Мексика: парадоксы модернизации// Коллективная монография / Ответственный редактор В. М. Давыдов . Москва, 2013.\
Краткая аннотация: В монографии рассматриваются ведущие тренды экономического и социально-политического развития Мексики, также основные тенденции международной деятельности страны в первом десятилетии XXI века. Авторы стремились пока-зать, что, несмотря на впечатляющий рывок в плане модернизации и перехода к инновационной экономике, страна «захватила» с собой из прошлого века весь груз проблем, некоторые из которых, такие, как наркобизнес, преступность, противоречия внутри правящего блока и ряд других, лишь обострились. Сумеет ли Мексика преодолеть их и в конце концов выдвинуть общенациональную идею развития, отсутствие которой ей столь мешало в прошлом? Ответ на этот вопрос и стал главной задачей авторов работы.
15. Давыдов В. М., Бобровников А. В., Холодков Н. Н., Семенов В. Л., Лавут А. А., Николаева Л. Б., Шереметьев И. К., Клочковский Л. Л. // Коллективная монография / Ответственный редактор В. М. Давыдов. Москва, 2012.
Краткая аннотация: В коллективной монографии систематизированы результаты исследований последнего времени специалистов ИЛА РАН по рассматриваемой теме. Через призму доминирующих в глобальной экономике тенденций показаны особенности протекания мирового финансово-экономического кризиса 2008—2009 гг. в Латинской Америке. Содержится оценка эффективности антикризисной политики латиноамериканских стран. В фокусе исследования также и наиболее принципиальные тенденции посткризисного развития, которые в ближайшей и более отдалённой перспективе будут во многом определять роль и место региона в системе международных отношений. Книга рассчитана на экономистов и всех, кто интересуется проблематикой последнего глобального финансово-экономического кризиса и его влияния на Латинскую Америку.
16. Давыдов В. М. Выступление на абалкинских чтениях: круглый стол «Экономический рост России» по теме «Россия на политико — экономической карте мира: тенденции, прогнозы, перспективы» (Стенограмма)// Научные труды Вольного экономического общества России. 2012. Т. 158. С. 75-77. Издательство: Общественная организация «Вольное экономическое общество России» (Москва) ISSN: 2072—2060
17. Давыдов В. М. БРИКС: результаты становления и ориентиры развития// Научные труды Вольного экономического общества России. 2012. Т. 165. С. 93-108. Издательство: Общественная организация «Вольное экономическое общество России» (Москва)
18. Давыдов В. М. Бразилия — страна будущего в настоящем// Международная жизнь. 2012. № 12. С. 51-59. Издательство: Редакция журнала «Международная жизнь» (Москва) ISSN: 0130-9625
Краткая аннотация: Потенциал Бразилии оценивается высоко уже давно. Вспомним хотя бы Стефана Цвейга. Перед Второй мировой войной, эмигрировав в Бразилию, он был впечатлен ресурсами страны и предвидел её интенсивное развитие. Свою последнюю книгу он назвал «Бразилия — страна будущего».
19. Абашин С. Н., Абрамова И. О., Аликбеков А. К., Амиров В. Б., Арбатов А. Г., Бабич С. Н., Барановский В. Г., Белов В. Б., Белокриницкий В. Я., Бобровников А. В., Болгова И. В., Бондаренко Д. М., Борко Ю. А., Вайнштейн Г. И., Васильев А. М., Войтоловский Ф. Г., Володин А. Г., Галкин А. А., Глубоков А. И., Глубоковский М. К. и др. Россия в полицентричном мире// Монография. Издательство: ООО "Издательство «Весь Мир» (Москва). ISBN 978-5-7777-0525-9
Краткая аннотация: В монографии исследуются международно-политические и экономические аспекты эволюции и перспектив полицентричного мира, формирование которого началось на рубеже XX—XXI веков. Даётся анализ фундаментальных изменений в мировой экономике, сфере безопасности, глобальном управлении. Изучаются актуальные тенденции развития стран — глобальных и ведущих региональных лидеров — и взаимодействие с ними России. Показаны международно-политические последствия формирования новых региональных образований по периметру российских границ. Основное внимание уделяется выявлению возможностей, вызовов и рисков, которые возникают у России в рамках полицентричного мира.
20. Ивановский З. В., Чумакова М. Л., Лавут А. А., Теперман В. А. Колумбия: обнадеживающие перемены// Ответственный редактор серии В. М. Давыдов . Москва, 2011. Сер. Серия аналитических изданий «Саммит» Монография. Bздательство: Институт Латинской Америки РАН (Москва) ISBN 978-5-201-05467-0
21. Сударев В. П., Дабагян Э. С., Семенов В. Л., Пятаков А. Н. Венесуэла: практика «боливарианского проекта» (результаты и риски)// Ответственный редактор серии В. М. Давыдов . Москва, 2011. Сер. Серия аналитических изданий «Саммит». Монография. Издательство: Институт Латинской Америки РАН (Москва) ISBN 978-5-201-05461-8
22. Калашников Н. В., Ивановский З. В., Пятаков А. Н., Теперман В. А., Сударев В. П., Николаева Л. Б., Харламенко А. В., Беда Ю. Ю. Куба: новый этап адаптации// Ответственный редактор серии В. М. Давыдов . Москва, 2011. Сер. Серия аналитических изданий «Саммит». Монография. Издательство: Институт Латинской Америки РАН (Москва). ISBN 978-5-201-05475-5
23. Мартынов Б. Ф., Ивановский З. В., Окунева Л. С., Симонова Л. Н., Константинова Н. С. Бразилия — «Тропический гигант» на подъёме// Ответственный редактор серии В. М. Давыдов . Москва, 2011. Сер. Серия аналитических изданий «Саммит» Монография. Издательство: Институт Латинской Америки РАН (Москва). ISBN 978-5-201-05474-8
24. Давыдов В. М. Неравномерность развития как основа формирования новых центров экономической мощи и политического влияния// В сборнике: Правовые аспекты БРИКС 2011. С. 18-27. Издательство: Федеральное государственное автономное образовательное учреждение высшего образования «Санкт-Петербургский политехнический университет Петра Великого» (Санкт-Петербург)
Краткая аннотация: Выход на арену мирового развития новых центров экономической мощи обусловлен усилением неравномерности развития в системе мировой экономики.
25. Давыдов В. М. Институт Латинской Америки РАН: полвека научной деятельности// Новая и новейшая история. 2011. № 3. С. 3-14. Издательство: Федеральное государственное унитарное предприятие "Академический научно-издательский, производственно-полиграфический и книгораспространительский центр «Наука» (Москва) ISSN: 0130-3864
Краткая аннотация: В статье подводятся итоги научной работы Института Латинской Америки РАН, характеризуются основные направления этой работы на современном этапе.
26. Давыдов В. М., Мартынов Б. Ф. Полвека в авангарде Латиноамериканистики// Латинская Америка. 2011. № 6. С. 4-18. Издательство: Федеральное государственное унитарное предприятие "Академический научно-издательский, производственно-полиграфический и книгораспространительский центр «Наука» (Москва) ISSN: 0044-748X
Краткая аннотация: В статье, посвящённой юбилею Института Латинской Америки РАН, рассказывается о достижениях и трудностях на 50-летнем пути института. В ней освещаются основные направления его работы в 1961—2011 гг. и усилия по созданию отечественной школы латиноамериканистики, говорится о наиболее актуальной проблематике исследований, международных связях, новых научных и научно- образовательных планах коллектива учёных.
27. Давыдов В. М. Выступление на круглом столе: «О концепции долгосрочного социально-экономического Развития России»// Научные труды Вольного экономического общества России. 2011. Т. 156. С. 82-84. Издательство: Общественная организация «Вольное экономическое общество России» (Москва) ISSN: 2072—2060
28. Давыдов В. М. БРИКС как фактор становления полицентричного режима международных отношений// Международная жизнь. 2011. № 5. С. 95-104. Издательство: Редакция журнала «Международная жизнь» (Москва) ISSN: 0130-9625
Краткая аннотация: Практика становления коалиции — сначала в формате БРИК, а затем БРИКС — наглядно показывает, что, преодолевая сложности взаимной притирки, нахождения взаимопонимания и, наконец, консенсуса, страны-участницы последовательно продвигаются к насыщению взаимодействия БРИКС конкретным содержанием. И это лучший аргумент в дискуссии с БРИКС-скептиками.
29. Сударев В. П., Чумакова М. Л., Николаева Л. Б., Константинова Н. С. Сальвадор: первые шаги «народного правительства надежды»// Ответственный редактор серии В. М. Давыдов . Москва, 2010. Сер. Серия аналитических изданий «Саммит». Монография. Издательство: Институт Латинской Америки РАН (Москва). ISBN 978-5-201-05459-5
30. Ивановский З. В., Дьякова Л. В., Константинова Н. С., Нутенко Л. Я., Проценко А. Е. Уругвай в контексте левого дрейфа: преемственность и перемены// Ответственный редактор серии В. М. Давыдов . Москва, 2010. Сер. Серия аналитических изданий «Саммит» Монография. Издательство: Институт Латинской Америки РАН (Москва). ISBN 978-5-201-05455-7
31. Калашников Н. В., Ивановский З. В., Пятаков А. Н., Теперман В. А., Константинова Н. С. Доминиканская Республика: опыт устойчивой демократии и динамичной экономики// Ответственный редактор серии В. М. Давыдов . Москва, 2010. Монография. Издательство: Институт Латинской Америки РАН (Москва). ISBN 978-5-201-05462-5
32. Давыдов В. М. Экзамен кризиса для БРИК// Латинская Америка. 2010. № 7. С. 7-20. Издательство: Федеральное государственное унитарное предприятие "Академический научно-издательский, производственно-полиграфический и книгораспространительский центр «Наука» (Москва) ISSN: 0044-748X
Краткая аннотация: Статья написана на основе доклада на параллельном академическом форуме саммита БРИК, состоявшегося 14-15 апреля 2010 г. в городе Бразилиа Нынешний мировой экономический кризис рассматривается как экстраординарный. Бразилия, Россия, Индия и Китай, составляющие БРИК, по-разному реагировали на этот кризис. Наибольший спад в 2009 г. претерпел ВВП России, бразильский задержался на минимальном уровне (близ нулевой отметки), тогда как Индия и Китай лишь уменьшили прирост. Тем не менее в целом указанные четыре страны по отдельности проходят кризис с меньшими издержками по сравнению с традиционными центрами мировой экономики. Более того, в 2010 г. на этапе восстановления они подтвердили (в первую очередь КНР) свою роль основных её локомотивов. Кризис преподал ряд общих уроков участникам БРИК, в том числе подчеркнул необходимость ускорения модернизации и диверсификации производственного и инфраструктурного секторов национальной экономики, более энергичного использования потенциала внутреннего рынка и одновременно решения ключевых социальных проблем, согласованных действий «четвёрки» на международной арене в целях перестройки мировой финансово-экономической архитектуры.
33. Давыдов В. М., Бобровников А. В. Роль восходящих гигантов в мировой экономике и политике (шансы Бразилии и Мексики в глобальном измерении)// Монография / Москва, 2009. Издательство: Институт Латинской Америки РАН (Москва) ISBN 5-201-05454-4
Краткая аннотация: Перспектива участия стран-гигантов, не входивших в традиционный круг центров мировой экономики и политики, в изменении глобальной расстановки сил рассматривается сквозь «латиноамериканскую призму». Авторы оценивают шансы двух латиноамериканских гигантов − Бразилии и Мексики, проводя различия между сложившимися в этих странах социально-экономическими моделями, выявляя особенности их продвижения по инновационному пути и учитывая разную геополитическую ориентацию. Рассмотрение этой проблематики осуществлено в широком мировом контексте в русле движения международного сообщества к формированию многополярного миропорядка.
34. Давыдов В. М. Восходящие страны-гиганты на современной мировой арене// Латинская Америка. 2009. № 7. С. 7-21. Издательство: Федеральное государственное унитарное предприятие "Академический научно-издательский, производственно-полиграфический и книгораспространительский центр «Наука» (Москва) ISSN: 0044-748X
Краткая аннотация: Выделение группы БРИК (Бразилия, Россия, Индия, Китай) в качестве новых полюсов мировой экономики и политики носит объективный характер. Для РФ группа БРИК является особо значимой альтернативой стратегического позиционирования на мировой арене. Чем результативнее будет наше взаимодействие в этом формате, тем «деликатнее» придётся действовать «коллективному западу» применительно к России.
35. Давыдов В. М. Восходящие страны-гиганты на современной мировой арене// Научные труды Вольного экономического общества России. 2009. Т. 120. С. 67-96. Издательство: Общественная организация «Вольное экономическое общество России» (Москва) ISSN: 2072—2060
36. Давыдов В. М. Современная левая альтернатива в латиноамериканском исполнении// Мир перемен. 2008. № 1. С. 52-66. Издательство: Некоммерческое партнёрство "Редакция журнала «Мир перемен» (Москва) ISSN: 2073-3038
Краткая аннотация: Рост активности и электоральные успехи левых сил в странах Латино-Карибской Америки (ЛКА) представляют беспрецедентно массовый политический поворот в крупном регио- не мира, охватывающем 33 государства с общим населением в 550 млн жителей. Левая альтернатива реализуется здесь в сценариях широкого диапазона — от умеренных левоцентристских до леворадикальных режимов. Но общей основой их появления стали отрицание издержек неолиберального проекта и разочарование масс в формально представительной демократии. Начавшийся в регионе левый дрейф создал совершенно иную геополитическую обстановку в Западном полушарии, что сказывается и на общемировой ситуации.
37. Давыдов В. Ветер перемен в Латинской Америке// Россия в глобальной политике. 2006. Т. 4. № 6. С. 20-29. Издательство: Фонд исследований мировой политики (Москва) ISSN: 1810-6439
Краткая аннотация: В минувшее десятилетие Россия уделяла непростительно мало внимания латиноамериканскому региону и в результате утратила позиции, которые занимал там Советский Союз. Сегодня континент бурно развивается, пытаясь обрести собственную идентичность в мировой политике. Для Москвы это открывает неплохие возможности.
38. Давыдов В. М. Эхо недооценённой войны// Латинская Америка. 2017. № 7. С. 5-10. Издательство: Федеральное государственное унитарное предприятие "Академический научно-издательский, производственно-полиграфический и книгораспространительский центр «Наука» (Москва) ISSN: 0044-748X
Краткая аннотация: Мексикано-американская война 1846—1848 гг. относится к поворотным историческим событиям, предопределяющим геополитический и геоэкономический расклад на мировой арене. За счёт Мексики США обрели важнейшую стартовую предпосылку для превращения в великую державу, а затем и в супердержаву. Мексика, экспроприированная в результате войны на 55 % своей территории, была обречена на долгое периферийное положение в мировой системе, стала уязвимой для внешних вторжений и для внешнего давления.
39. Давыдов В. М., Яковлев П. П., Семенов В. Л., Щербакова А. В., Разумовский Д. В., Длоугая Е. А. Латинская Америка на мировом рынке продовольствия// Ответственный редактор П. П. Яковлев. Москва, 2015. Монография. Издательство: Институт Латинской Америки РАН (Москва) ISBN 978-5-9906233-3-0
Краткая аннотация: В коллективной монографии, основанной на материалах «круглого стола», показано, что страны Латинской Америки в последние десятилетия добились впечатляющего прогресса в развитии критически важного аграрного сектора, их мощные агропромышленные комплексы стали неотъемлемой частью глобальной продовольственной системы. Целый ряд государств региона могут в сравнительно сжатые сроки значительно нарастить сельскохозяйственное производство и увеличить свой вклад в обеспечение мировой продовольственной безопасности, а также заместить на российском рынке попавшую под санкции
40. Бобровников А. В., Давыдов В. М., Мартынов Б. Ф., Симонова Л. Н., Холодков Н. Н., Паниев Ю. Н., Воротникова Т. А., Лавут А. А., Лосев А. И., Щербакова А. Д., Николаева Л. Б. БРИКС — Латинская Америка: позиционирование и взаимодействие// коллективная монография / Москва, 2014. Монография. Издательство: Институт Латинской Америки РАН (Москва) ISBN 978-5-201-05-497-7
Краткая аннотация: Коллективная монография посвящена отношениям группировки БРИКС со странами Латинской Америки (ЛКА). Рассмотрены связи каждой из членов «пятёрки» с государствами региона, а также общие вопросы многосторонних политических, торгово-финансовых и экономических отношений. Исследованы проблемы экологии и рационального использования природных ресурсов. Много места на страницах книги отводится члену БРИКС — Бразилии, которая одновременно выступает и в роли неформального лидера всего латиноамериканского сообщества. Авторы подчеркивают естественный характер появления БРИКС — объединения нового поколения. Они доказывают совпадение интересов не только в рамках самих БРИКС, но и в их отношениях с партнёрами из ЛКА. А это создаёт благоприятные условия для преодоления противоречий, неизбежно возникающих в условиях формирования многополярного мира. Странам ЛКА сотрудничество с БРИКС даёт ещё один шанс отойти от прежней траектории асимметричных отношений с США и другими странами «коллективного Запада».
41. Давыдов В. М. Пробуждающиеся гиганты БРИК// Свободная мысль. 2008. № 5. С. 131—142. Издательство: Политиздат (Москва) ISSN: 0869-4435
Краткая аннотация: Соотношение динамики развития традиционных и новых центров экономической мощи и политического влияния в последние годы преподносит немало сюрпризов. Сегодня можно констатировать не только беспрецедентный прорыв Китая, но и ускоряющуюся модернизацию Индии, экономический подъём России, консолидацию хозяйственной системы Бразилии и её выход на рынки передовых технологий.
42. V. M. Davydov Strategic partnership in the context of Russian-Latin American relations// published in Vestnik Rossiiskoi Akademii Nauk, 2016, Vol. 86, No. 4, pp. 304—315.
Краткая аннотация: Охарактеризован общий контекст, определяющий российское сотрудничество со странами Латиноамериканского региона на современном качественном этапе и императивы, которые движут внешнеэкономическими и политическими интересами Российской Федерации и её партнёров, создавая в определённых ситуациях предпосылки для стратегического партнёрства. Страны Латинской Америки предоставляют нам важную альтернативу диверсификации внешнеэкономических связей и политического сотрудничества, а также поиску дополнительных ориентиров для позиционирования России на международной арене. В современных условиях, это особенно ценное стратегическое обстоятельство. Обмена в определённой степени концепция полицентричного мирового порядка, который расширяет диапазон для маневрирования на мировой арене в выборе модели развития, страны этого региона объективно российский подход в понимании необходимости реструктуризации глобальных механизмов регулирования в соответствие с 21-го века реалии. Мы также заинтересованы в демократизации доступа к этим механизмам и конструктивном взаимодействии глобальных и региональных институтов. Наряду с двусторонним форматом координации позиций по этим вопросам все более эффективным становится информационный диалог с использованием таких структур, как БРИКС.

## Избранные публикации
- Кризис, антикризисная политика и перспективы посткризисного развития. М., 2010.
- БРИК — виртуальный проект или закономерная реальность?//БРИК: Предпосылки сближения и перспективы взаимодействия. М., 2010.
- исп. Rusia en Latinoamerica y viceversa//Nueva Sociedad. 2010. № 2.
- Перспективны БРИК и некоторые вопросы формирования многополярного мира. М.: ИЛА РАНЮ 2008.
- Латинская Америка: сценарии регионального развития. // Россия и мир. Новая эпоха. 12 лет, которые могут все изменить. М., ГУ-ВШЭ, ВСОП. 2008.
- Роль восходящих стран-гигантов в мировой экономике и политике (Шансы Бразилии и Мексики). ИЛА РАН. 2008.
- Левая альтернатива в Латино-Карибской Америке — Обусловленность, основные ориентиры и международная проекция. ИЛА РАН. 2007.
- Неолиберальная перестройка и её последствия в Латинской Америке. ИЛА РАН. 2007.
- Панама: стратегический транспортный и торгово-финансовый узел. ИЛА РАН. 2007.
- БРИК — альтернативные лидеры? / Год планеты. Экономика, политика, безопасность. Вып. 2006 года (ежегодник) М., ИМЭМО, «Наука».2007.
- Латинская Америка на пороге перемен. Мир вокруг России недалёкого будущего. М., СВОП. 2007.
- Восходящие страны на мировой арене. Россия и мир в начале XXI века: новые вызовы и новые возможности.(в соавт.). М.: Наука. 2007.
- Левый дрейф Латинской Америки. Свободная мысль. 2006. № 11-12.
- Два поколения реформ в Латинской Америке. Сборник «Современная экономическая теория и реформирование экономики России». М., «Экономика», 583 с. 2006.
- Российская Латиноамериканистика: достижения прошлого и ориентиры предстоящего. Россия и Ибероамериканский мир в XXI веке: горизонты развития и сотрудничества М., ИЛА РАН. 2006.
- Монография «Испания: траектория модернизации на исходе двадцатого века». М., ИЛА РАН. 2006.
- Латиноамериканское направление внешней политики Российской Федерации. // Современные международные отношения и мировая политика (Учебное пособие) М., МГИМО. 2004.
- Латинская Америка в системе современных международных отношений. // Современные международные отношения и мировая политика. МГИМО. 2004.
- Испания: резонанс событий 11 марта в Мадриде. «Мир планеты», М.: «Наука». 2004 (май).
- Брошюра «Эффект адаптационного реформирования. От Латинской Америки к России». М.: ИЛА РАН, 2003.
- Подходы к долгосрочному прогнозированию развития региона. Некоторые вопросы методологии и методики. / Ж-л «Латинская Америка», № 2, 2003.
- Реформы первого и второго поколения в процессе адаптации к условиям экономической глобализации. / Ж-л «Общество и экономика», № 1, 2003.

## Доклады
- Доклад «Латиноамериканский вектор внешней политики России» — в Совете по внешней политике Аргентины, Буэнос-Айрес, Аргентина. 2007.
- Доклад в штаб-квартире Латиноамериканской Ассоциации Интеграции: «Интеграционные процессы на постсоветском пространстве» Монтевидео, Уругвай. 2007.
- Доклад в МИД Уругвая «Новая Россия в современном мире» Монтевидео, Уругвай. 2007.
- Доклад «О задачах долгосрочного прогнозирования применительно к латиноамериканскому региону». Сборник докладов конференции «Перспективы развития Латинской Америки в глобализирующемся мире». М.: ИЛА, 2003.
- Участие в российско-испанском симпозиуме «Преодоление кризиса и возможности развития» в 2011 году.[43]

## Награждения
- Медаль «За доблестный труд» (1970)
- Медаль ордена «За заслуги перед Отечеством» II степени (1999)[44]
- Орден Рио-Бранко степени «командор» (2002 — Бразилия)
- Орден О’Хиггинса степени «Гран офисьаль» (2003 — Чили)
- Почётный знак МИД РФ (2006)
- Медаль «За личный вклад в обеспечение национальной безопасности» (2010)
- Орден майской революции (2012 — Аргентина)
- Большая серебряная медаль Вольного экономического общества (2013)
- Медаль МИД РФ «За вклад в международное сотрудничество» (2014)